# Verfassungsreferendum im Senegal 2001
Das Verfassungsreferendum im Senegal 2001 wurde am 7. Januar 2001 auf Betreiben des ein Jahr zuvor gewählten Präsidenten Abdoulaye Wade durchgeführt. Ziel war die Einführung einer neuen Verfassung für Senegal. Es war das dritte Referendum seit das Land 1960 unabhängig wurde. Der zur Abstimmung gestellte Entwurf der neuen Verfassung Senegals wurde mit mehr als 90 % der abgegebenen gültigen Stimmen angenommen und am 22. Januar 2001 mit Gesetzeskraft verkündet. Dieses Ergebnis machte den Weg frei für die Parlamentswahlen in Senegal im selben Jahr.
Durch die Annahme der Verfassung wurde der Senat Senegals, eine Einrichtung, die erst 1999 eingeführt worden war, abgeschafft. Die einzige Senatswahl in Senegal – die 1999 stattgefunden hatte – war von den damaligen Oppositionsparteien, darunter diejenige Wades, boykottiert worden, da sie den Senat als überflüssig ansahen.

## Ergebnisse
| Ergebnisse                   |           |         |
| Abgegebene Stimmen           | 1.678.097 | 65,74 % |
| Nicht teilgenommen           | 874.492   | 34,26 % |
| Stimmberechtigte             | 2.552.589 | 100,00% |
| Von den abgegebenen Stimmen: |           |         |
| Gültig                       | 1.651.433 | 98,41 % |
| Ungültig                     | 26.664    | 1,59 %  |
| Stimmen gesamt               | 1.678.097 | 100,00% |
| Von den gültigen Stimmen:    |           |         |
| Ja                           | 1.552.401 | 94,0 %  |
| Nein                         | 99.032    | 6,0 %   |
| Gesamt                       | 1.651.433 | 100,0%  |